# Emmanuelle Riva
Pour les articles homonymes, voir Riva.
Paulette Germaine Riva, dite Emmanuelle Riva, est une actrice de cinéma et de théâtre, et poète française née le 24 février 1927 à Cheniménil (Vosges) et morte le 27 janvier 2017 dans le 16e arrondissement de Paris,.
Parallèlement à sa brillante carrière théâtrale, elle apparaît depuis la fin des années 1950 dans plus de 80 rôles au cinéma et à la télévision, principalement des drames. Cette artiste délicate et séduisante a surtout connu le succès en interprétant des personnages féminins, intelligents et tendres. Elle s'est fait connaître du grand public grâce au film Hiroshima, mon amour (1959) d'Alain Resnais. Pour le drame Thérèse Desqueyroux de Georges Franju, elle reçoit la Coupe Volpi de la meilleure interprétation féminine à la Mostra de Venise 1962. En 2013, à la suite de son interprétation d'une professeure de piano octogénaire victime de deux accidents vasculaires cérébraux dans Amour de Michael Haneke, elle obtient le César de la meilleure actrice, puis une nomination aux Oscars.

## Biographie

### Formation théâtrale

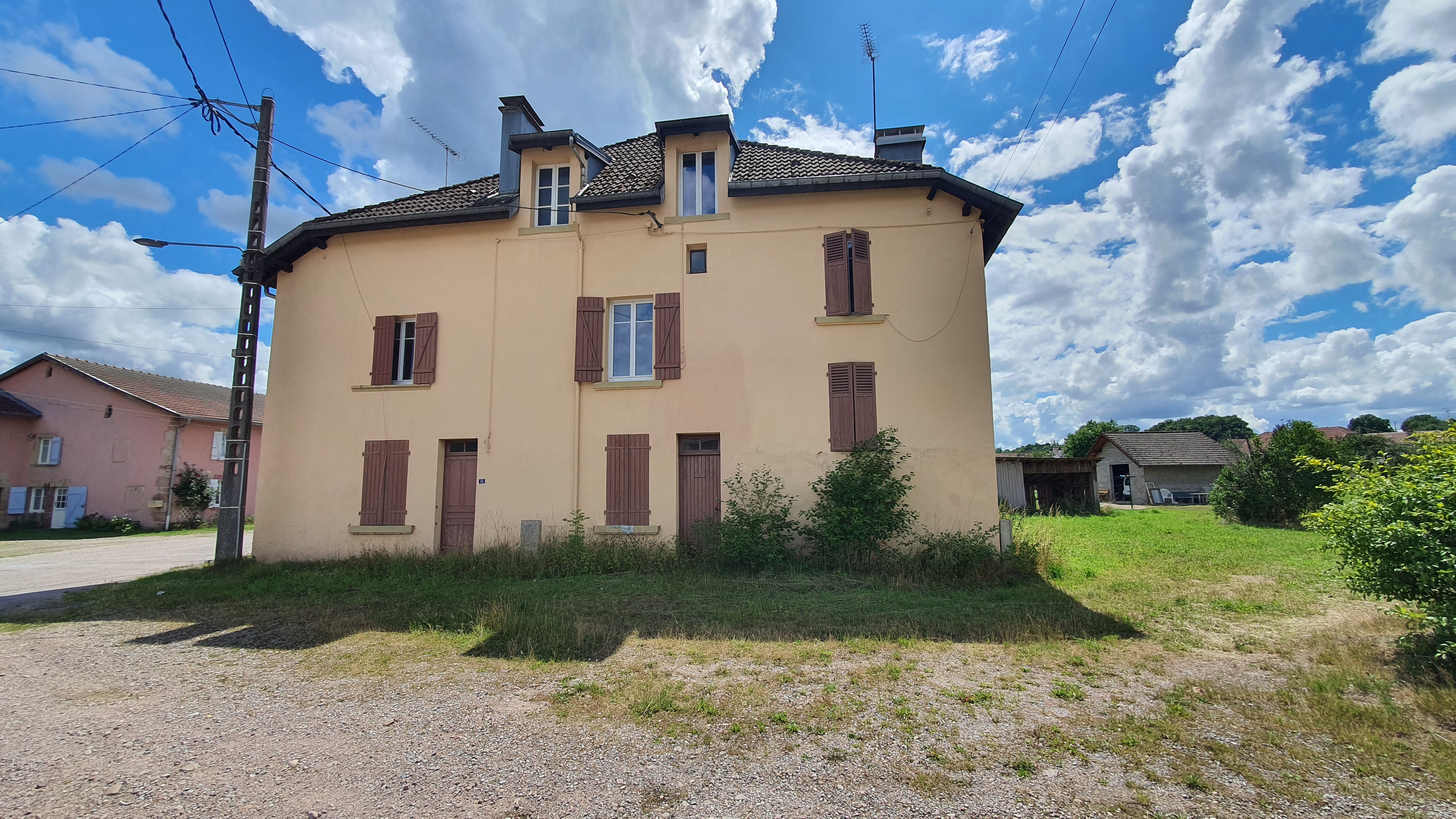
Maison natale (ici en 2022) d'Emmanuelle Riva à Cheniménil.

Emmanuelle Riva naît Paulette Germaine Riva en 1927 à Cheniménil dans la vallée de la Vologne du département des Vosges,, et grandit à Remiremont. Elle était la fille unique d'un peintre en bâtiment dont le père était originaire de Lombardie italienne. Alors qu'elle était encore à l'école, elle ne peut se satisfaire du métier de couturière auquel elle semble destinée et rejoint la troupe de théâtre amateur local Les Grand Jardins. Elle se produit pour la première fois dans des pièces telles que Le Chapeau chinois de Franc-Nohain, Le Jeu de l'amour et du hasard de Marivaux ou Antigone de Jean Anouilh, et développe rapidement une passion pour le jeu d'acteur. Lors d'un séjour d'une semaine chez une tante à Paris, elle assiste régulièrement à des représentations théâtrales et entre en contact avec des élèves comédiens et leur professeur, François Maistre, au Théâtre Sarah-Bernhardt. Bien que Maistre ait essayé de la convaincre de rester à Paris en tant qu'élève comédienne et que le théâtre lui ait proposé un emploi dans l'atelier de couture, Riva est retournée dans sa famille à Remiremont.
Après le collège — ses mauvais résultats en mathématiques l'ont empêchée de suivre les cours complémentaires en tant qu'élève — elle a été employée pendant deux ans dans un atelier de couture. C'est à cette époque qu'elle a commencé à souffrir de graves dépressions. Après avoir lu dans le journal qu'il y avait des examens d'entrée au Centre d'Art Dramatique de la rue Blanche à Paris, elle décida, contre la volonté de ses parents, de déménager dans la capitale et de se lancer dans une carrière sérieuse de comédienne. Trop âgée pour se présenter à une formation au prestigieux Conservatoire national supérieur d'art dramatique (CNSAD), elle se présenta au printemps 1953 au Centre d'Art Dramatique dans la pièce On ne badine pas avec l'amour d'Alfred de Musset.
Grâce à son amitié avec la directrice du Centre d'Art Dramatique, Riva est entrée dans la classe de Maurice Donneaud. « Il (Donneaud) m'a appris la simplicité des gestes. Mes qualités, même les plus désordonnées, ont été consolidées », explique Riva, qui a également suivi les cours de Jean Meyer. Sous Donneaud, l'élève comédienne craignait cependant d'être cantonnée à des rôles de tragédienne, avant qu'un autre professeur de l'école d'art dramatique, René Dupuy, ne découvre ses talents de comédienne. Dupuy lui obtient un rôle dans une mise en scène des Le Héros et le Soldat (Arms and the Man) de George Bernard Shaw (1954) au Théâtre Gramont. Elle se produit ensuite dans des pièces modernes dans différents théâtres parisiens, dont Espoir d'Henri Bernstein (1955), Le Séducteur de Diego Fabbri ou La Profession de Madame Warren de Shaw (tous deux en 1956). En 1957, elle joue pour la première fois un rôle classique dans la tragédie Britannicus de Jean Racine au Théâtre du Vieux-Colombier. Un an plus tard, elle obtient un rôle de figuration dans le long métrage Les Grandes Familles de Denys de La Patellière (1958).

### Rencontre avec Alain Resnais pourHiroshima, mon amour

Eiji Okada et Emmanuelle Riva dans Hiroshima, mon amour (1959).

C'est en figurant sur l'affiche de L'Épouvantail — une pièce de Dominique Rolin, mise en scène par André Barsacq — qu'elle attire l'attention du documentariste français Alain Resnais sur cette actrice aux cheveux noirs. En raison de son timbre de voix, il lui a confié le premier rôle féminin de son premier long métrage Hiroshima, mon amour (1959), sur un scénario de Marguerite Duras. Le drame, qui raconte la brève rencontre amoureuse entre une actrice de cinéma française et un architecte japonais (interprété par Eiji Okada) à Hiroshima, connaît un succès aussi bien public que critique. Riva, blonde au teint clair, a été saluée pour sa prestation d'actrice exceptionnelle, grâce à laquelle elle « donnait du sens et de la tendresse à chaque mot et à chaque phrase ». En 1960, elle reçoit l'Étoile de Cristal de la meilleure actrice française, suivie l'année suivante d'une nomination en tant que meilleure actrice étrangère pour le British Academy Film Award de la meilleure actrice. Ce dernier a cependant été décerné à l'Américaine Shirley MacLaine pour La Garçonnière (1960). En septembre 1958, avant le tournage, treize ans après l'explosion de la bombe du 6 août 1945, Emmanuelle Riva parcourt les rues de la ville martyre avec son appareil photo Ricohflex et en saisit la vie retrouvée. Ces photos illustrent l'ouvrage collectif Tu n'as rien vu à Hiroshima.
Jean-Luc Godard devait plus tard comparer Riva à « une sorte de George Sand de 1959 », en référence à son rôle dans Hiroshima, mon amour, tandis que le critique Jacques Doniol-Valcroze attribuait son succès au fait que l'actrice était une « femme moderne et adulte », et non une « femme adulte ». « Elle est au contraire très enfantine, guidée uniquement par ses impulsions et non par ses opinions », selon Doniol-Valcroze. Riva elle-même considérait rétrospectivement le tournage comme une expérience à la limite entre la fiction et la réalité : « Je ne faisais plus de différence entre la vie du film et la vie réelle... C'était ma vie. Cela signifiait tout. Pendant les deux mois de tournage, je m'y suis totalement abandonnée. Dans certaines limites bien sûr », explique Riva.

### Adua et ses compagnes,KapòetLéon Morin, prêtre

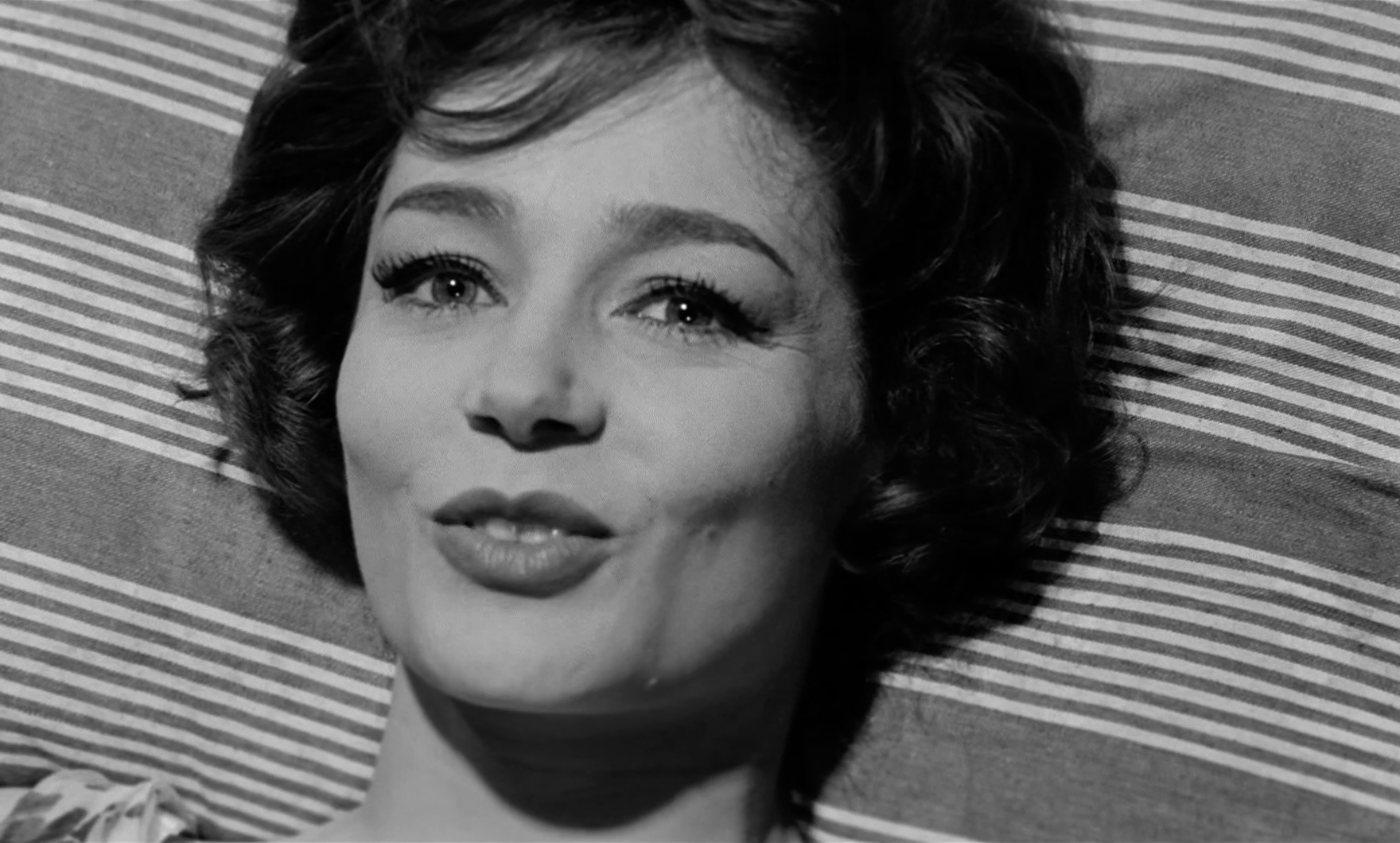
Emmanuelle Riva dans Adua et ses compagnes (1960).

Connue du public international, Emmanuelle Riva est dès lors considérée comme l'interprète idéale des « femmes d'aujourd'hui, modernes, indépendantes, mais sensibles et douces ». Pourtant, elle éprouve dès lors des difficultés à renouer avec ses succès passés : « Au cinéma, on me proposait des imitations du film de Resnais, au théâtre de très mauvaises pièces », déclare Riva. L'actrice refuse de nombreuses propositions. En 1959, elle collabora à nouveau avec René Dupuy sur la pièce de théâtre de Tirso de Molina, Le Timide au palais, au festival de Montauban. En 1961, Riva monte sur scène à Assise sous la direction d'Henry Soubeyran dans une mise en scène de Jeanne d'Arc de René Clermont.
Au cinéma, Emmanuelle Riva apparaît en 1960 dans la comédie satirique d'Antonio Pietrangeli, Adua et ses compagnes. Aux côtés de Simone Signoret, Sandra Milo et Gina Rovere, elle est l'une des quatre ex-prostituées qui veulent s’établir à leur compte en ouvrant un restaurant en banlieue de Rome. Le personnage principal masculin du film n'est autre que Marcello Mastroianni. Selon Serge Kaganski dans Les Inrockuptibles, « on déguste ce film comme une savoureuse madeleine dont le goût se situe quelque part entre le drame néo-réaliste et la comédie à l'italienne et dont le féminisme sensible revêt aujourd'hui un caractère quasi-prophétique ».
Elle tient ensuite le rôle de Thérèse, détenue dans un camp de concentration nazi, dans le drame de guerre Kapò de Gillo Pontecorvo, aux côtés de Susan Strasberg et Laurent Terzieff. La mise en scène de sa mort dans le film deviendra célèbre par la critique — intitulée De l'abjection — qu'en fera Jacques Rivette dans les Cahiers du cinéma. Cette affaire du « travelling de Kapò » fera date dans l'histoire de la critique de cinéma française sur le rapport entre critique et morale,.

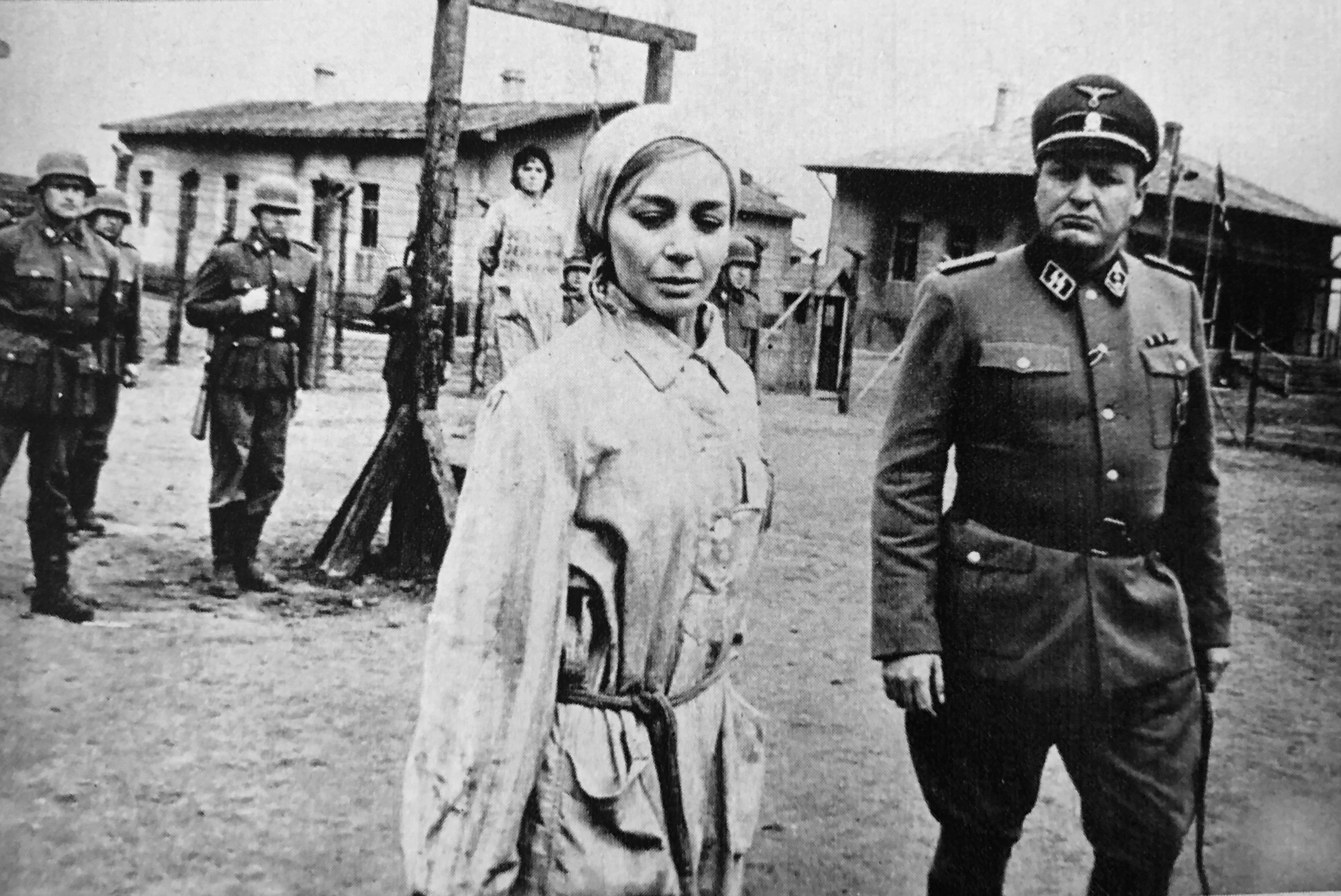
Emmanuelle Riva dans Kapò (1961).

Dans Léon Morin, prêtre de Jean-Pierre Melville, Emmanuelle Riva incarne une agnostique qui retrouve la foi catholique en tant que mère célibataire dans la France occupée grâce au prêtre du titre, interprété par Jean-Paul Belmondo. Le film est adapté du roman éponyme de Béatrix Beck ayant obtenu le prix Goncourt 1952.

### De succès en succès avecThérèse Desqueyrouxpuis passage au second plan
En 1962, elle connaît un nouveau succès en interprétant le rôle-titre dans le drame Thérèse Desqueyroux de Georges Franju, qui se caractérise, comme les films précédents Kapò et Léon Morin, prêtre, par un message humaniste. Dans cette adaptation fidèle au roman éponyme de François Mauriac, l'actrice est la jeune et sensible épouse de Philippe Noiret, un grand propriétaire. Celle-ci tente, après son mariage dans une famille de patriciens de campagne, d'échapper à l'atmosphère provinciale de l'étroitesse petite-bourgeoise et de l'honneur acharné de la classe et de la famille en tentant d'assassiner son époux. L'« interprétation douloureuse » de Rivas de Thérèse dans la « complainte sur l'homme » de Franju, réduite par rapport au roman, lui valut la Coupe Volpi de la meilleure interprétation féminine à la Mostra de Venise 1962, où elle s'imposa face à des collègues actrices aussi renommées que Thelma Ritter (Le Prisonnier d'Alcatraz) ou Shelley Winters (Lolita). Quatre ans plus tard, on la retrouve à la télévision française dans le rôle de Thérèse sous la direction d'Albert Riéra (La Fin de la nuit, 1966).

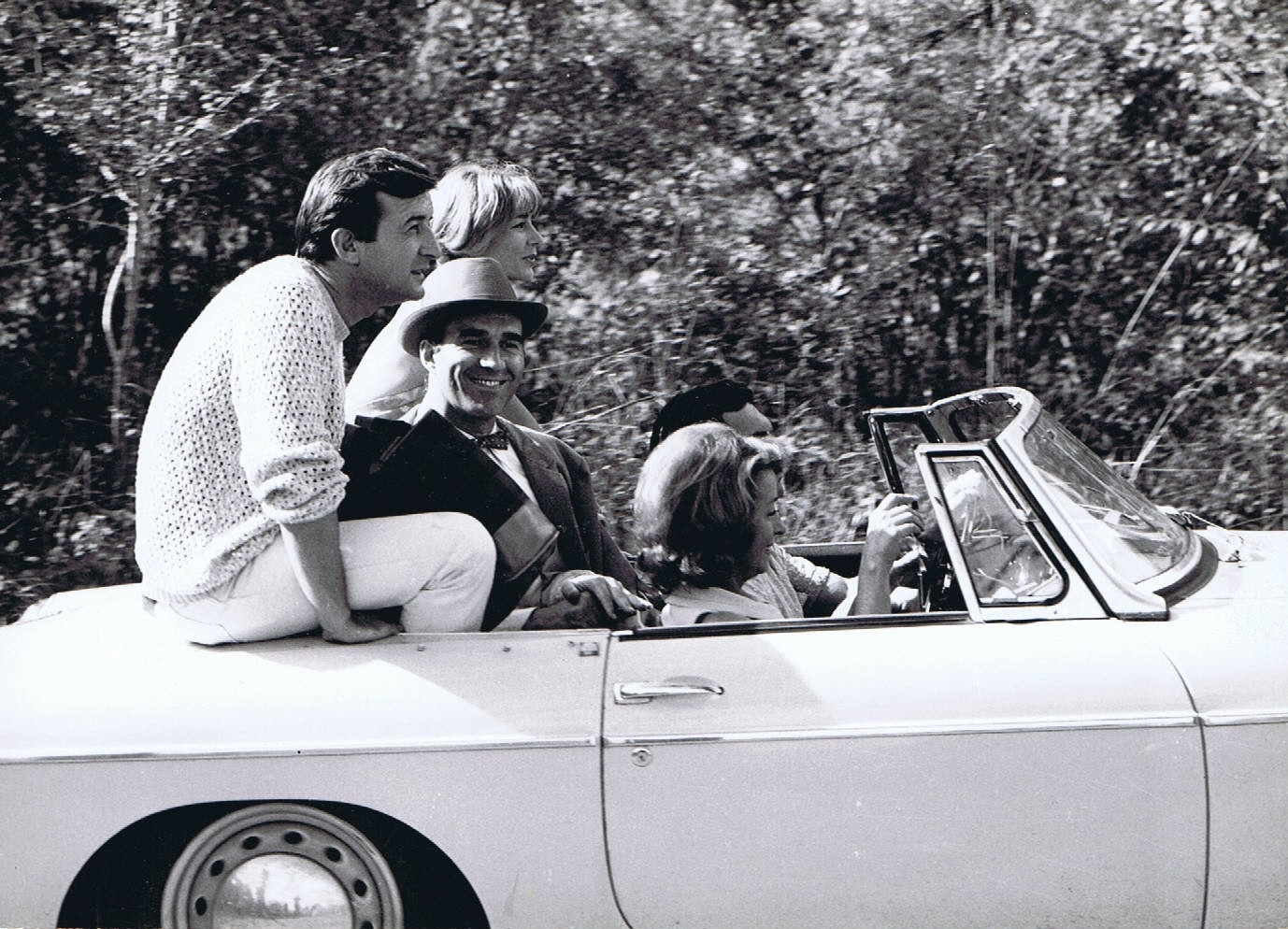
Jean-Jacques Lagarde, Michel Piccoli, Danielle Darrieux et Emmanuelle Riva dans Le Coup de grâce (1965) de Jean Cayrol.

Après avoir été reconnue à Venise, elle a travaillé une deuxième fois avec Franju en 1964 sur un scénario posthume de Jean Cocteau, Thomas l'imposteur, dans laquelle elle joue aux côtés de Jean Servais la duchesse parisienne malhonnête organisant des transports de malades pendant la Première Guerre mondiale. L'actrice « intellectuelle » accordait une grande importance à la qualité dans le choix de ses rôles ; populaire mais à aucun moment glamour, elle renonçait souvent à des sujets trop lisses et ne se retrouvait donc que rarement dans le cinéma grand public. À partir du milieu des années 1960, Riva ne parvient plus à renouer avec ses succès antérieurs et doit se contenter de plus en plus souvent d'apparitions dans des films plus modestes. Elle disparaît ensuite progressivement des écrans, refusant de nombreux projets, mais exerçant son métier d'actrice au théâtre, en toute discrétion, auprès de metteurs en scène de renom : Jacques Lassalle, Roger Planchon ou encore Claude Régy.
Durant les années 1970, elle est à l'affiche de deux films indépendants et baroques. Le film psychédélique, symbolique et absurde J'irai comme un cheval fou (1973) de Fernando Arrabal, où un homme épileptique (George Shannon), soupçonné à tort du meurtre de sa mère (Emmanuelle Riva), s'enfuit dans le désert pour rencontrer un ermite. Le second film est la ballade champêtre et hippie Au long de rivière Fango réalisée par Sotha et produite par Coluche. Pour ce film, elle tourne aux côtés de Rufus, Élisabeth Wiener et Patrick Dewaere en Haute-Corse dans la vallée du Fango en mai 1974, pendant les deux tours de l'élection présidentielle remportée par Giscard. En février 1978, elle fait partie des membres fondateurs du Comité des intellectuels pour l'Europe des libertés, une organisation anti-communiste créée à l’initiative du philosophe Raymond Aron dans le contexte de la guerre froide,.
Dans les années 1980, elle apparaît dans les réalisations d'auteurs réputés difficiles à l'instar de Liberté, la nuit de Philippe Garrel et Les Yeux, la Bouche de Marco Bellocchio. Elle tient également un second rôle remarqué dans Trois couleurs : Bleu de Krzysztof Kieślowski en 1993 où elle interprète la mère du personnage joué par Juliette Binoche.
Outre le cinéma et le théâtre, Emmanuelle Riva a aussi publié trois recueils de poèmes : Juste derrière le sifflet des trains (1969, réédité en 1976), Le Feu des miroirs (1975) et L'Otage du désir (1982).

### Retour en tête d'affiche avecAmour
À 85 ans, elle a l'occasion de revenir au premier plan du cinéma mondial. Elle est en effet, aux côtés de Jean-Louis Trintignant en 2012, l'interprète principale d'Amour de Michael Haneke, drame intimiste et universel sur la maladie, la vieillesse et la mort. Les deux acteurs avaient déjà tourné ensemble, des décennies auparavant, dans le film à sketches de Gianni Puccini Meurtre à l'italienne (1965, sketch La donna che viveva sola). Amour raconte l'histoire d'un couple de professeurs de musique parisiens à la retraite, dont l'amour est mis à l'épreuve lorsque la femme, professeure de piano octogénaire, est victime de deux accidents vasculaires cérébraux. Seule membre de l'équipe du film, Riva a passé le tournage en permanence à proximité immédiate des studios d'Épinay-sur-Seine et s'est même prêtée de bonne grâce à des prises de vue nues. Elle se serait beaucoup identifiée au rôle d'Anne et serait restée en contact permanent avec le personnage pendant le tournage.

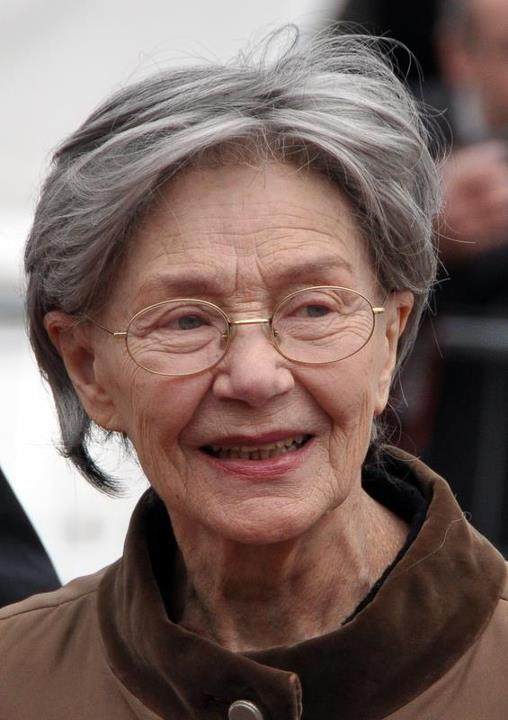
Emmanuelle Riva lors du Festival de Cannes 2012.

Amour est présenté en avant-première au 65e Festival de Cannes en 2012, où il a reçu la palme d'or, le premier prix du festival. Le président du jury, Nanni Moretti, a souligné « l'implication fondamentale » des deux acteurs principaux, Trintignant et Riva, avant même l'annonce du film gagnant. Il a ajouté, lors de la conférence de presse finale du jury, qu'Amour aurait également dû recevoir le prix d'interprétation, mais que cela n'avait pas été possible en raison des directives du festival. La presse française a salué la prestation de Riva dans le rôle d'Anne comme une « renaissance » de l'actrice, qui a reconnu par la suite qu'elle avait peut-être été « trop exigeante et absolue » dans ses choix de films par le passé. « À force de refuser, les gens finissent par se sentir blessés. À la fin, on n'ose plus rien vous proposer. C'est ainsi que l'on se bâtit une réputation. Ils [les gens] ont dû penser que j'étais un peu toquée. Je voulais faire des choses différentes, laisser la place au texte, à la parole, pour aller vers les autres. J'aurais peut-être dû accepter davantage le cinéma commercial », a déclaré Riva en juin 2012.
Outre la Palme d'or, le film reçoit le César du meilleur film et l'Oscar du meilleur film étranger. Son interprétation, comme celle de Trintignant, fait l'unanimité au sein de la critique, du public et de la profession. Pour ce film, elle remporte, entre autres, le Prix de la meilleure actrice européenne en 2012, puis le BAFTA et le César de la meilleure actrice en 2013. Elle reçoit également une nomination à l'Oscar de la meilleure actrice. À près de 86 ans, elle devient la comédienne la plus âgée jamais nommée pour cette récompense et se retrouve en compétition avec la plus jeune actrice de toute l'histoire des Oscars à être citée pour ce prix (Quvenzhané Wallis, 9 ans, nommée pour Les Bêtes du Sud sauvage, film également récompensé à Cannes en 2012 par la caméra d'or).

### Fin de carrière théâtrale et travail d'autrice et de photographe
Parallèlement à son travail pour le cinéma et la télévision, Riva continue à jouer au théâtre. À partir du milieu des années 1960, elle participe à plusieurs spectacles du Théâtre national populaire (TNP) de Paris, où la comédienne, plutôt rétive au travail selon ses propres dires, acquiert une discipline avantageuse en changeant, répétant ou remplaçant des pièces. Elle se rapproche peu à peu de ses personnages : « J'ai le sentiment d'un résultat vers la vingt-cinquième ou la trentième représentation », confie Riva. Sa prestation en 1966 dans Le Retour d'Harold Pinter au Théâtre de Paris, où elle côtoie Pierre Brasseur et Claude Rich, reste très remarquée. Pour son interprétation dans L'Opéra du monde de Jacques Audiberti au Théâtre de Lutèce à Paris, où elle participa également à la mise en scène, Riva reçut le Prix du Syndicat de la critique de la meilleure actrice de théâtre de la saison 1965/66.
Jusqu'à la fin des années 1990, Riva a continué à se produire sur les scènes de théâtre. En 1997, elle reçoit des critiques élogieuses pour la mise en scène de Jorge Lavelli de José Sanchis Sinisterras, Le Siège de Léningrad, au Théâtre de la Colline, aux côtés de Judith Magre,. En 2000, au Festival d'Avignon, le metteur en scène Jacques Lassalle lui confie le chœur des femmes corinthiennes, réduit à une seule personne, dans sa mise en scène de la tragédie d'Euripide, Médée, dans laquelle Isabelle Huppert incarne le rôle titre. Elle a également joué dans cette mise en scène à Paris en 2001, ce fut sa dernière apparition sur scène jusqu'en 2014. En 2014, elle a interprété la grand-mère dans Savannah Bay de Marguerite Duras, qui revient avec sa petite-fille sur la mort de sa fille dans son lit d'enfant, survenue vingt ans auparavant.
En tant qu'autrice, Emmanuelle Riva, qui vivait seule à Paris, a publié plusieurs recueils de poésie,. En 2009, elle s'est fait remarquer en tant que photographe avec le livre de photos Tu n'as rien vu à Hiroshima. L'ouvrage, publié 50 ans après le tournage d'Hiroshima, mon amour, montre des images de l'actrice prises peu avant le début du tournage à Hiroshima et qui documentent la vie quotidienne dans la ville japonaise. Riva ne se considère pas comme une photographe, mais ses photos ont été présentées dans des expositions itinérantes au Japon et en France.

### Vie privée
Riva a mené une vie discrète, ne s'est jamais mariée et n'a pas eu d'enfants. Elle a eu un compagnon, qui est décédé en 1999. Riva était propriétaire d'un appartement au quatrième étage du Quartier latin de Paris, où elle a vécu pendant plus d'un demi-siècle.

### Mort et hommage

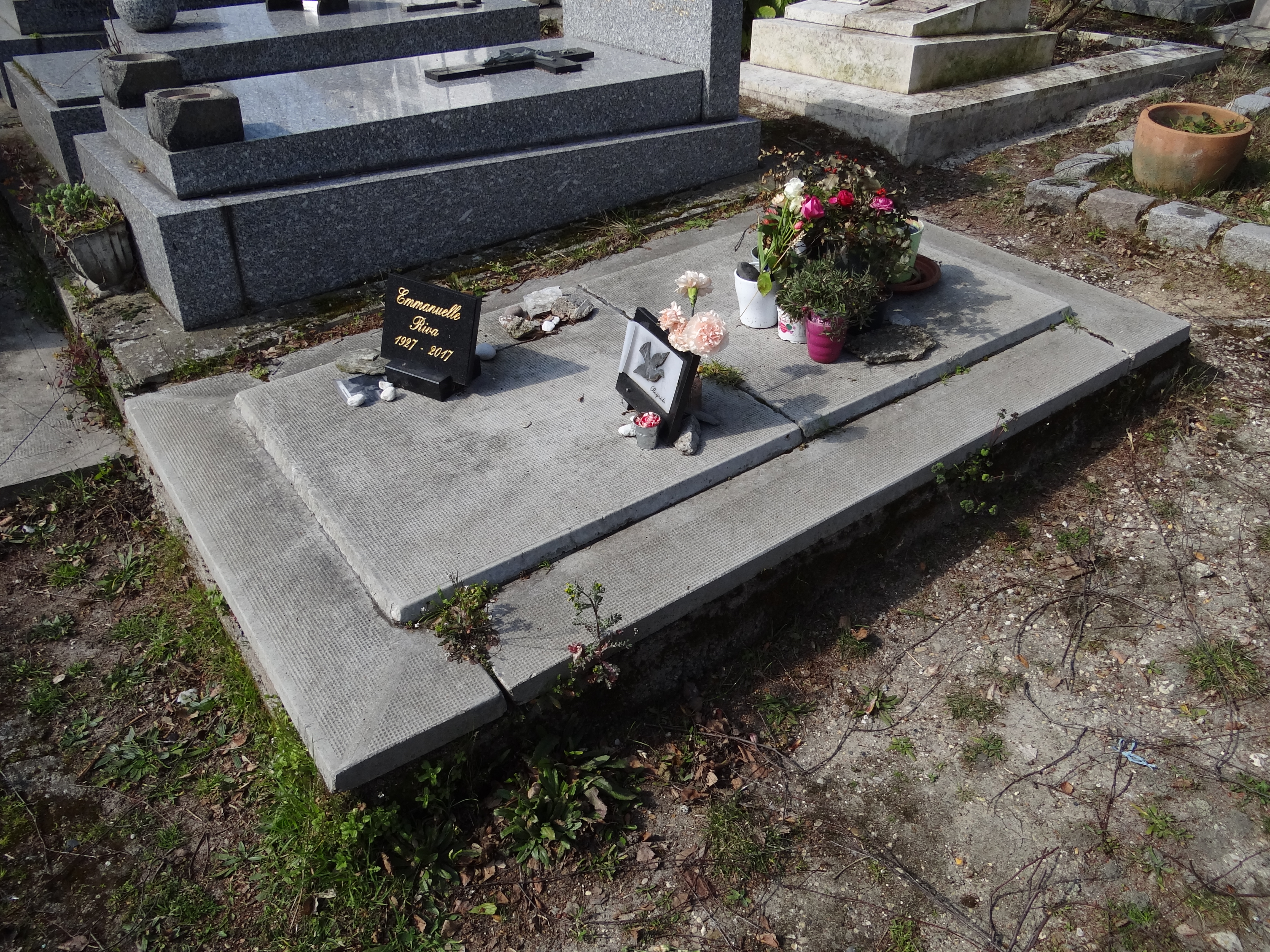
Tombe d'Emmanuelle Riva au cimetière de Charonne (division 4).

Elle meurt le 27 janvier 2017 dans le 16e arrondissement de Paris à l'âge de 89 ans, des suites d'un cancer. Elle est inhumée au cimetière de Charonne (4e division), dans la même ville.
À Paris, sur le canal Saint-Martin, la passerelle Emmanuelle-Riva porte son nom depuis 2022.

## Filmographie

### Cinéma
- 1958 : Les Grandes Familles de Denys de La Patellière : une secrétaire
- 1959 : Hiroshima mon amour d'Alain Resnais : Elle
- 1960 : Le Huitième Jour de Marcel Hanoun : Françoise
- 1960 : Recours en grâce de László Benedek : Germaine
- 1960 : Adua et ses compagnes (Adua e le compagne) d'Antonio Pietrangeli : Marilina
- 1961 : Kapò de Gillo Pontecorvo : Terese
- 1961 : Léon Morin, prêtre de Jean-Pierre Melville : Barny
- 1962 : Climats de Stellio Lorenzi : Isabelle
- 1962 : Thérèse Desqueyroux de Georges Franju : Thérèse Desqueyroux
- 1963 : Caterina (de Félicien Marceau), téléfilm de Gérard Herzog : Caterina
- 1963 : Les Heures de l'amour (Le ore dell'amore) de Luciano Salce : Maretta
- 1964 : Le Gros Coup de Jean Valère : Clémence Grandval
- 1964 : Le Coup de grâce de Jean Cayrol et Claude Durand : Sophie
- 1965 : Thomas l'imposteur de Georges Franju : la princesse de Bormes
- 1966 : L'Or et le Plomb d'Alain Cuniot : la femme du monde
- 1967 : Les Risques du métier d'André Cayatte : Suzanne Doucet
- 1967 : Fruits amers de Jacqueline Audry : Soledad
- 1969 : Safari 5000 (栄光への5000キロ, Eiko e no 5,000 kiro?) de Koreyoshi Kurahara : Anna Leduc
- 1970 : La Modification, de Michel Worms : Henriette
- 1971 : L'Homme de désir, de Dominique Delouche : Valentine
- 1972 : Les Portes de feu, de Claude Bernard-Aubert : la baronne
- 1973 : J'irai comme un cheval fou de Fernando Arrabal : la mère
- 1974 : Ariane de Pierre-Jean de San Bartolomé : Pasiphae
- 1975 : Au long de rivière Fango de Sotha : Mathilde
- 1976 : Le Diable au cœur de Bernard Queysanne : madame Bouvier, la mère
- 1980 : Le Règlement intérieur de Michel Vuillermet : la prof de journalisme
- 1981 : Les Jeux de la comtesse Dolingen de Gratz de Catherine Binet : une invitée
- 1982 : Y a-t-il un Français dans la salle ? de Jean-Pierre Mocky : Adélaïde Tumelat
- 1982 : Les Yeux, la Bouche (Gli occhi, la bocca) de Marco Bellocchio : la mère
- 1983 : Liberté, la nuit de Philippe Garrel : Mouche
- 1983 : Un homme à ma taille d'Annette Carducci : Lisa Leibovitch
- 1987 : Funny Boy de Christian Le Hémonet : la mère de Micky
- 1988 : Les Tribulations de Balthasar Kober (Niezwykla podroz Baltazara Kobera) de Wojciech Has : la mère
- 1989 : La Passion de Bernadette de Jean Delannoy : mère Marie-Thérèse Vauzou
- 1991 : Pour Sacha d'Alexandre Arcady : Mme Malka
- 1992 : Loin du Brésil de Tilly : Juliette
- 1993 : Trois Couleurs : Bleu (Trzy kolory. Niebieski) de Krzysztof Kieślowski : la mère
- 1993 : L'Ombre du doute d'Aline Issermann : la grand-mère
- 1997 : XXL d'Ariel Zeitoun : Sonia Stern
- 1999 : Vénus beauté (institut) de Tonie Marshall : la tante Lyda
- 2001 : C'est la vie de Jean-Pierre Améris : Dominique
- 2003 : Vert paradis d'Emmanuel Bourdieu : la mère de Lucas
- 2004 : Éros thérapie de Danièle Dubroux : Emma
- 2006 : Mon fils à moi de Martial Fougeron : la grand-mère
- 2006 : Le Vent, le vent de Frank Smith : voix off (court métrage de 33')
- 2008 : Le Grand Alibi de Pascal Bonitzer : Geneviève Herbin
- 2008 : Un homme et son chien de Francis Huster : la femme croyante à l'église
- 2009 : Je ne dis pas non d'Iliana Lolic : madame Revison
- 2011 : Le Skylab de Julie Delpy : Mémé
- 2012 : Amour de Michael Haneke : Anne
- 2013 : Tu honoreras ta mère et ta mère de Brigitte Roüan : Granny
- 2013 : Michael Haneke : Profession réalisateur (Michael Haneke : Porträt eines Film-Handwerkers) d'Yves Montmayeur (film documentaire)
- 2016 : Marie et les Naufragés de Sébastien Betbeder : Suzanne
- 2017 : Paris pieds nus de Dominique Abel et Fiona Gordon : Martha

### Télévision
- 1966 : La Fin de la nuit (téléfilm) d'Albert Riéra : Thérèse Desqueyroux
- 1968 : La Forêt noire (téléfilm) : Maria Richter
- 1972 : Le Cygne (téléfilm) d'Aldo Altit : Dame Gritie
- 1976 : Au théâtre ce soir : Un mois à la campagne d'Ivan Tourgueniev, mise en scène Jean Meyer, réalisation Pierre Sabbagh, théâtre Édouard-VII
- 1978 : Les Jeunes Filles (téléfilm) de Lazare Iglesis et Andrée Hacquebaut
- 1994 : Éclats de famille de Didier Grousset : Marguerite
- 1995 : L'Homme aux semelles de vent (téléfilm) de Marc Rivière : la mère d'Arthur Rimbaud
- 2005 : Vénus et Apollon (série télévisée) de Tonie Marshall : madame Galinet

## Théâtre
- 1954 : Le Héros et le Soldat de George Bernard Shaw, mise en scène René Dupuy, Théâtre Gramont
- 1955 : Espoir de Henri Bernstein, mise en scène de l'auteur, Théâtre des Ambassadeurs
- 1956 : Le Séducteur de Diego Fabbri, mise en scène François Périer, Théâtre de la Michodière
- 1956 : La Profession de madame Warren de George Bernard Shaw, mise en scène Jean Wall, Théâtre de l'Athénée
- 1958 : L'Épouvantail de Dominique Rolin, mise en scène André Barsacq, Théâtre de l'Œuvre
- 1963 : Les Enfants du soleil de Maxime Gorki, mise en scène Georges Wilson, TNP Théâtre de Chaillot : Elena Nikolaievna
- 1964 : Zoo de Vercors, mise en scène Jean Deschamps, TNP Théâtre de Chaillot
- 1965 : Badadesques de Jean Vauthier, mise en scène Marcel Maréchal, Théâtre du Cothurne, Théâtre de Lutèce
- 1965 : L’Opéra du monde de Jacques Audiberti, mise en scène Marcel Maréchal, Théâtre du Cothurne, Théâtre de Lutèce
- 1966 : Le Retour d'Harold Pinter, mise en scène Claude Régy, Théâtre de Paris
- 1967 : La Journée d'une rêveuse de Copi, mise en scène Jorge Lavelli, Théâtre de Lutèce
- 1971 : Vétir ceux qui sont nus de Luigi Pirandello, mise en scène René Dupuy, Théâtre de l'Athénée-Louis-Jouvet
- 1972 : Macbeth de William Shakespeare, mise en scène Roger Blin
- 1972 : Le Jour le plus court de Jean Meyer, mise en scène de l'auteur, Théâtre des Célestins
- 1973 : Sainte Jeanne de George Bernard Shaw, mise en scène Pierre Franck, Théâtre des Célestins
- 1975 : C'est beau de Nathalie Sarraute, mise en scène Claude Régy, Théâtre d'Orsay
- 1976 : Un mois à la campagne de Ivan Tourgueniev, mise en scène Jean Meyer, Théâtre des Célestins
- 1978 : Remagen d'après Anna Seghers, mise en scène Jacques Lassalle, Festival d'Avignon, Théâtre Gérard-Philipe
- 1976 : Cantique des cantiques, Festival d'Avignon, Le Botanique
- 1978 : Remagen de Jacques Lassalle d'après Anna Seghers, mise en scène Jacques Lassalle, Festival d'Avignon, Théâtre Gérard-Philipe
- 1979 : Les Fausses Confidences de Marivaux, mise en scène Jacques Lassalle, Théâtre Gérard-Philipe
- 1979 : Avec ou sans arbres ? de Jeannine Worms, mise en scène Yves Bureau, Théâtre de l'Athénée
- 1980 : Charcuterie fine de Tilly, mise en scène Michel Hermon, Théâtre de la Tempête
- 1982 : L'Exil d'Henry de Montherlant, mise en scène Bernard Ristroph, Théâtre Hébertot
- 1983 : Émilie ne sera plus jamais cueillie par l'anémone d'après Emily Dickinson, mise en scène Gabriel Garran, Festival d'Avignon, Théâtre de la Commune
- 1983 : La Vie que je t'ai donnée de Luigi Pirandello, mise en scène Massimo Castri, Théâtre national de Strasbourg
- 1986 : Regarde, regarde de tous tes yeux de Danièle Sallenave, mise en scène Brigitte Jaques-Wajeman, Petit Odéon
- 1987 : Ma chère Rose de Josette Boulva et Marie Gatard, mise en scène Josette Boulva et Frédérique Ruchaud, Théâtre Montparnasse
- 1987 : George Dandin de Molière, mise en scène Roger Planchon, TNP Villeurbanne
- 1988 : George Dandin de Molière, mise en scène Roger Planchon, TNP, tournée
- 1989 : La Bonne Mère de Carlo Goldoni, mise en scène Jacques Lassalle, Théâtre national de Strasbourg
- 1994 : La Source bleue de Pierre Laville, France Culture
- 1997 : Le Siège de Léningrad de José Sanchis Sinisterra, mise en scène Dominique Poulange, Théâtre national de la Colline
- 2000 : Médée d'Euripide, mise en scène Jacques Lassalle, Festival d'Avignon
- 2001 : Médée d'Euripide, mise en scène Jacques Lassalle, Odéon-Théâtre de l'Europe
- 2014 : Savannah Bay de Marguerite Duras, mise en scène Didier Bezace, Théâtre de l'Atelier

## Distinctions

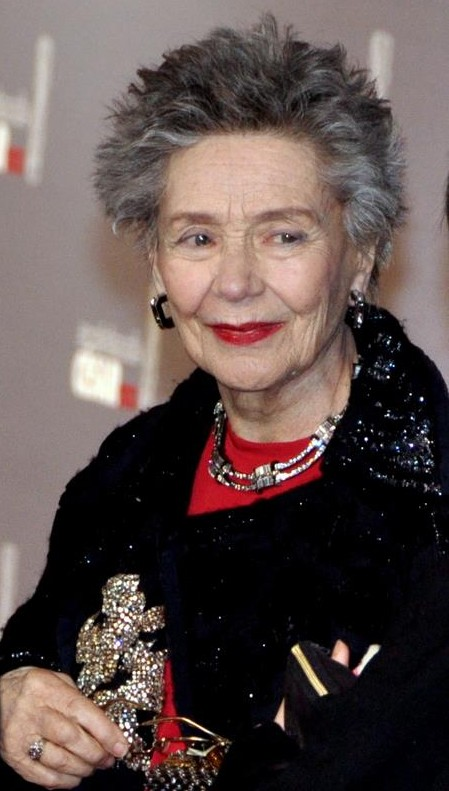
Emmanuelle Riva à la des Césars en 2013.

### Récompenses
- Mostra de Venise 1962 : Coupe Volpi pour la meilleure interprétation féminine pour Thérèse Desqueyroux
- Prix des Journalistes mexicains du cinéma 1964 : Déesse d'argent (Silver Goddess) de la meilleure actrice étrangère pour Thérèse Desqueyroux
- Prix du Syndicat de la critique 1966 : meilleure comédienne pour L'Opéra du monde
- Prix Marguerite-Duras 2012 pour l'ensemble de sa carrière
- Palme d'or au Festival de Cannes 2012 pour Amour de Michael HanekeNormalement, la Palme revient toujours au seul réalisateur mais l'interprétation d'Emmanuelle Riva a été mentionnée par le Jury comme l'une des principales raisons de cette victoire au même titre que la prestation de son partenaire dans le film, Jean-Louis Trintignant[41]
- Festival international du film de Flandre-Gand 2012 : Joseph Plateau Honorary Award
- Prix du cinéma européen 2012 : Meilleure actrice européenne pour Amour
- Los Angeles Film Critics Association Awards 2012 : Meilleure actrice pour Amour
- Boston Society of Film Critics Awards 2012 : Meilleure actrice pour Amour
- New York Film Critics Online Awards 2012 : Meilleure actrice pour Amour
- National Society of Film Critics Awards 2012 : Meilleure actrice pour Amour[42]
- Lumières de la presse internationale 2013 : Meilleure actrice pour Amour
- London Film Critics Circle Awards 2013 : Actrice de l'année pour Amour
- BAFTA 2013 : BAFTA de la meilleure actrice pour Amour
- César 2013 : César de la meilleure actrice pour Amour

### Nominations
- Oscars 2013 : Oscar de la meilleure actrice pour Amour
- Satellite Awards 2012 : Satellite Award de la meilleure actrice pour Amour

### Décorations
- Commandeure de l'ordre des Arts et des Lettres Elle est faite commandeure le 16 juin 1994[43].

## Discographie
- Florilège de la Poésie Amoureuse Française : Moyen Âge – Renaissance, poèmes lus par Emmanuelle Riva et Pierre Vaneck, Deutsche Grammophon Gesellschaft, collection Archive littéraire no 43905.
- Il faudra que je me souvienne... Ravensbrück, poèmes et textes de Micheline Maurel, dits par Silvia Monfort, Emmanuelle Riva, Catherine Sellers et Jany Sylvaire (30e anniversaire de la Libération des camps), Alvares/La Boîte à Musique.
- La Grande Nuit (Ravensbrück), poèmes inédits dits par Silvia Monfort et Emmanuelle Riva, musique de Joseph Kosma, Barclay.
- Tchaïkovski raconté aux enfants, texte de Michel Hofman, dit par Emmanuelle Riva, Le Petit Ménestrel, 1971.
- Cher Diego, Quiela t'embrasse, texte d'Elena Poniatowska, lu par Emmanuelle Riva, Éditions Claudine Ducaté.

## Publications

### Poésie
- Juste derrière le sifflet des trains, recueil de poésies, Paris, Librairie Saint-Germain-des-Prés, coll. « Poésie pour vivre » no 1, 1969 (réédition en 1976  (ISBN 2-243-00380-5))
- Le Feu des miroirs, recueil de poésies, Paris, Librairie Saint-Germain-des-Prés, 1975  (ISBN 9782243000740)
- L'Otage du désir, recueil de poésies, Paris, Nouvelles Éditions Latines, 1982  (ISBN 2723301842)
- Danzerai senza muoverti, recueil de poésies, bilingue Italien-Français, Rome, Mincione Edizioni, 2015  (ISBN 9788899423421)

### Essais
- Dominique Noguez et Marie-Christine de Navacelle (dir.) (ill. photos d'Emmanuelle Riva), Tu n'as rien vu à Hiroshima, Paris, Gallimard, coll. « Haute Enfance (Albums) », 2009, 128 p. (ISBN 978-2-07-012298-1)Avec la collaboration de Chihiro Minato, Sylvette Baudrot et Alain Resnais
- C'est délit-cieux ! : entrer dans la confidence, entretien avec Arnaud Schwartz, Montrouge, Bayard, 2014  (ISBN 978-2-227-48715-4)